# Mark Edmondson
Mark Edmondson (Gosford, New South Wales, 24 juni 1954) is een voormalig tennisser uit Australië. In 1976 won hij het Australian Open. Hij versloeg er in de finale John Newcombe. Op het moment van zijn overwinning stond Edmondson als 212e gerangschikt op de ATP ranking. Dit is de laagste positie ooit voor de winnaar van een grandslamtoernooi. In zijn volledige carrière won Edmondson zes titels in het enkelspel en 34 in het dubbelspel.

## Resultaten grandslamtoernooien
| Legenda | Legenda                          |
| ------- | -------------------------------- |
| g.t.    | geen toernooi gehouden           |
| l.c.    | lagere categorie                 |
| –       | niet deelgenomen                 |
| G       | uitgeschakeld in de groepsfase   |
| 1R      | uitgeschakeld in de eerste ronde |
| 2R      | uitgeschakeld in de tweede ronde |
| 3R      | uitgeschakeld in de derde ronde  |
| 4R      | uitgeschakeld in de vierde ronde |
| KF      | uitgeschakeld in de kwartfinale  |
| HF      | uitgeschakeld in de halve finale |
| F       | de finale verloren               |
| W       | het toernooi gewonnen            |
| w-v     | winst/verlies-balans             |

### Enkelspel
| Toernooi        | 1975 | 1976 | 1977 | 1977 | 1978 | 1979 | 1980 | 1981 | 1982 | 1983 | 1984 | 1985 | 1986 | 1987 |
| --------------- | ---- | ---- | ---- | ---- | ---- | ---- | ---- | ---- | ---- | ---- | ---- | ---- | ---- | ---- |
| Australian Open | 2R   | W    | KF   | –    | 2R   | KF   | 3R   | HF   | 1R   | 3R   | 2R   | 1R   | –    | 3R   |
| Roland Garros   | –    | 1R   | 2R   | 2R   | 1R   | 1R   | 1R   | 1R   | –    | –    | –    | 1R   | 1R   | –    |
| Wimbledon       | 2R   | 3R   | 2R   | 2R   | 2R   | 1R   | 1R   | 2R   | HF   | 3R   | 3R   | 1R   | 1R   | –    |
| US Open         | –    | 1R   | 3R   | 3R   | 1R   | 1R   | –    | 3R   | 2R   | –    | 1R   | –    | –    | –    |

### Mannendubbelspel
| Toernooi        | 1974 | 1975 | 1976 | 1977 | 1977 | 1978 | 1979 | 1980 | 1981 | 1982 | 1983 | 1984 | 1985 | 1986 | 1987 | 1988 |
| --------------- | ---- | ---- | ---- | ---- | ---- | ---- | ---- | ---- | ---- | ---- | ---- | ---- | ---- | ---- | ---- | ---- |
| Australian Open | –    | 1R   | –    | 1R   | –    | 1R   | 1R   | W    | W    | 3R   | W    | W    | F    | –    | 2R   | 2R   |
| Roland Garros   | –    | –    | KF   | KF   | KF   | KF   | 3R   | 3R   | 1R   | KF   | F    | KF   | W    | 1R   | –    | –    |
| Wimbledon       | 2R   | 1R   | 2R   | 2R   | 2R   | KF   | 2R   | 2R   | 2R   | KF   | 1R   | KF   | 1R   | 1R   | –    | –    |
| US Open         | –    | –    | 3R   | 2R   | 2R   | HF   | 2R   | –    | 1R   | KF   | –    | KF   | 3R   | KF   | –    | –    |

## Palmares

### Enkelspel
| Nr.              | Datum           | Toernooi         | Ondergrond | Tegenstander in finale | Score              |         |
| ---------------- | --------------- | ---------------- | ---------- | ---------------------- | ------------------ | ------- |
| gewonnen finales |                 |                  |            |                        |                    |         |
| 1.               | 4 januari 1976  | Australian Open  | Gras       | John Newcombe          | 6-7, 6-3, 7-6, 6-1 | details |
| 2.               | 11 oktober 1976 | ATP Brisbane     | Gras       | Phil Dent              | 3-6, 6-4, 6-4, 6-4 | details |
| 3.               | 9 oktober 1978  | ATP Brisbane     | Gras       | John Alexander         | 6-4, 7-6           | details |
| 4.               | 5 januari 1981  | ATP Adelaide     | Gras       | Brad Drewett           | 7-5, 6-2           | details |
| 5.               | 5 juli 1981     | ATP Bristol      | Gras       | Roscoe Tanner          | 6-3, 5-7, 6-4      | details |
| 6.               | 5 oktober 1981  | ATP Brisbane     | Gras       | Chris Lewis            | 7-6, 3-6, 6-4      | details |
| verloren finales |                 |                  |            |                        |                    |         |
| 1.               | 1 januari 1979  | ATP Hobart       | Hardcourt  | Guillermo Vilas        | 4-6, 4-6           | details |
| 2.               | 8 juli 1979     | Surbiton         | Gras       | Victor Amaya           | 4-6, 5-7           |         |
| 3.               | 30 maart 1981   | ATP Linz         | Hardcourt  | Gianni Ocleppo         | 5-7, 1-6           | details |
| 4.               | 26 oktober 1981 | ATP Tokio Indoor | Tapijt (i) | Vincent Van Patten     | 2-6, 6-3, 3-6      | details |
| 5.               | 2 november 1981 | ATP Hong Kong    | Hardcourt  | Van Winitsky           | 4-6, 7-6, 4-6      | details |
| 6.               | 15 mei 1983     | ATP Las Vegas    | Hardcourt  | Jimmy Connors          | 6-7, 1-6           | details |

### Dubbelspel
| Nr.              | Datum             | Toernooi            | Ondergrond       | Partner           | Tegenstander in finale               | Score                     |                  |
| gewonnen finales | gewonnen finales  | gewonnen finales    | gewonnen finales | gewonnen finales  | gewonnen finales                     | gewonnen finales          | gewonnen finales |
| ---------------- | ----------------- | ------------------- | ---------------- | ----------------- | ------------------------------------ | ------------------------- | ---------------- |
| 1.               | 22 december 1975  | ATP Sydney          | Gras             | John Marks        | Chris Kachel Peter McNamara          | 6-1, 6-1                  | details          |
| 2.               | 4 juli 1977       | ATP Bastad          | Gravel           | John Marks        | Jean-Louis Haillet Francois Jauffret | 6-4, 6-0                  | details          |
| 3.               | 10 juli 1978      | ATP Gstaad          | Gravel           | Tom Okker         | Bob Hewitt Kim Warwick               | 6-4, 1-6, 6-1, 6-4        | details          |
| 4.               | 17 juli 1978      | ATP Bastad          | Gravel           | Bob Carmichael    | Péter Szőke Balázs Taróczy           | 7-5, 6-4                  | details          |
| 5.               | 20 november 1978  | ATP Hongkong        | Hardcourt        | John Marks        | Henry Pfister Brad Rowe              | 5-7, 7-6, 6-1             | details          |
| 6.               | 9 juli 1979       | ATP Gstaad          | Gravel           | John Marks        | Ion Țiriac Guillermo Vilas           | 2-6, 6-1, 6-4             | details          |
| 7.               | 19 november 1979  | ATP Taipei          | Tapijt (i)       | John Marks        | Pat DuPré Bob Lutz                   | 6-1, 3-6, 6-4             | details          |
| 8.               | 19 mei 1980       | ATP Rome            | Gravel           | Kim Warwick       | Balázs Taróczy Eliot Teltscher       | 7-6, 7-6                  | details          |
| 9.               | 16 juni 1980      | ATP Surbiton        | Gras             | Kim Warwick       | Andrew Pattison Butch Walts          | 7-6, 6-7, 6-7, 7-6, 15-13 | details          |
| 10.              | 22 december 1980  | Australian Open     | Gras             | Kim Warwick       | Peter McNamara Paul McNamee          | 7-5, 6-4                  | details          |
| 11.              | 6 april 1981      | ATP Indianapolis    | Gravel           | Sherwood Stewart  | Anand Amritraj Fred McNair IV        | 6-4, 6-3                  | details          |
| 12.              | 2 augustus 1981   | ATP Bastad          | Gravel           | John Fitzgerald   | Anders Järryd Hans Simonsson         | 2-6, 7-5, 6-0             | details          |
| 13.              | 21 december 1981  | Australian Open     | Gras             | Kim Warwick       | Henry Pfister John Sadri             | 6-3, 6-7, 6-3             | details          |
| 14.              | 10 januari 1982   | ATP Adelaide        | Gras             | Kim Warwick       | Andrew Jarrett Jonathan Smith        | 7-5, 4-6, 7-6             | details          |
| 15.              | 8 februari 1982   | ATP Richmond        | Tapijt (i)       | Kim Warwick       | Syd Ball Rolf Ghering                | 6-4, 6-2                  | details          |
| 16.              | 8 maart 1982      | ATP München         | Tapijt (i)       | Tomáš Šmíd        | Kevin Curren Steve Denton            | 4-6, 7-5, 6-2             | details          |
| 17.              | 15 maart 1982     | ATP Rotterdam       | Tapijt (i)       | Sherwood Stewart  | Fritz Buehning Kevin Curren          | 7-5, 6-2                  | details          |
| 18.              | 29 maart 1982     | ATP Frankfurt       | Tapijt (i)       | Steve Denton      | Tony Giammalva Tim Mayotte           | 6-7, 6-3, 6-3             | details          |
| 19.              | 26 april 1982     | ATP Hilton Head     | Gravel           | Rod Frawley       | Alan Waldman Van Winitsky            | 6-1, 7-5                  | details          |
| 20.              | 12 juli 1982      | ATP Stuttgart       | Gravel           | Brian Teacher     | Andreas Maurer Wolfgang Popp         | 6-3, 6-1                  | details          |
| 21.              | 19 juli 1982      | ATP Kitzbühel       | Gravel           | Kim Warwick       | Rod Frawley Pavel Složil             | 4-6, 6-4, 6-3             | details          |
| 22.              | 16 augustus 1982  | ATP Toronto         | Hardcourt        | Steve Denton      | Peter Fleming John McEnroe           | 6-7, 7-5, 6-2             | details          |
| 23.              | 25 juli 1983      | ATP North Conway    | Gravel           | Sherwoord Stewart | Eric Fromm Drew Gitlin               | 7-6, 6-1                  | details          |
| 24.              | 1 augustus 1983   | ATP Indianapolis    | Gravel           | Sherwoord Stewart | Carlos Kirmayr Cassio Motta          | 6-3, 6-2                  | details          |
| 25.              | 17 oktober 1983   | ATP Sydney          | Hardcourt (i)    | Sherwoord Stewart | John McEnroe Peter Rennert           | 6-2, 6-4                  | details          |
| 26.              | 30 oktober 1983   | ATP Tokio           | Tapijt (i)       | Sherwoord Stewart | Steve Denton John Fitzgerald         | 6-1, 6-4                  | details          |
| 27.              | 28 november 1983  | Australian Open     | Gras             | Paul McNamee      | Steve Denton Sherwoord Stewart       | 6-3, 7-6                  | details          |
| 28.              | 1 april 1984      | ATP Boca West       | Hardcourt        | Sherwoord Stewart | David Dowlen Nduka Ozidor            | 4-6, 6-1, 6-4             | details          |
| 29.              | 20 april 1984     | ATP Monte Carlo     | Gravel           | Sherwoord Stewart | Jan Gunarsson Mats Wilander          | 6-2, 6-1                  | details          |
| 30.              | 9 december 1984   | Australian Open     | Gras             | Sherwoord Stewart | Joakim Nyström Mats Wilander         | 6-2, 6-2, 7-5             | details          |
| 31.              | 13 april 1985     | ATP München         | Gravel           | Kim Warwick       | Sergio Casal Emilio Sánchez          | 4-6, 7-5, 7-5             | details          |
| 32.              | 9 juni 1985       | Roland Garros       | Gravel           | Kim Warwick       | Schlomo Glickstein Hans Simonsson    | 6-3, 6-4, 6-7, 6-3        | details          |
| 33.              | 22 december 1985  | ATP Adelaide        | Gras             | Kim Warwick       | Nelson Aerts Tomm Warnake            | 6-4, 6-4                  | details          |
| 25.              | 1 februari 1987   | ATP Sydney          | Gras             | Brad Drewett      | Peeter Doohan Laurie Warder          | 6-4, 4-6, 6-2             | details          |
| verloren finales |                   |                     |                  |                   |                                      |                           |                  |
| 1.               | 19 april 1976     | ATP Mallorca        | Gravel           | John Marks        | John Andrews Colin Dibley            | 6-2, 3-6, 2-6             | details          |
| 2.               | 27 december 1976  | ATP Sydney          | Gras             | John Marks        | Syd Ball Kim Warwick                 | 3-6, 4-6                  | details          |
| 3.               | 22 mei 1978       | ATP Florence        | Gravel           | John Marks        | Corrado Barazzutti Adriano Panatta   | 3-6, 7-6, 3-6             | details          |
| 4.               | 24 juli 1978      | ATP Hilversum       | Gravel           | Bob Carmichael    | Tom Okker Balázs Taróczy             | 6-7, 6-4, 5-7             | details          |
| 5.               | 14 augustus 1978  | ATP Stowe           | Hardcourt        | Kim Warwick       | Tom Gullikson Tim Gullikson          | 6-3, 6-7, 3-6             | details          |
| 6.               | 18 september 1978 | ATP Hartford        | Hardcourt (i)    | Van Winitsky      | Bill Maze John McEnroe               | 3-6, 6-3, 5-7             | details          |
| 7.               | 23 oktober 1978   | ATP Sydney          | Hardcourt (i)    | John Marks        | John Newcombe Tony Roche             | 4-6, 3-6                  | details          |
| 8.               | 27 november 1978  | ATP Taipei          | Tapijt (i)       | John Marks        | Sherwoord Stewart Butch Walts        | 2-6, 7-6, 6-7             | details          |
| 9.               | 14 mei 1979       | ATP Hamburg         | Gravel           | John Marks        | Jan Kodeš Tomáš Šmíd                 | 3-6, 1-6, 6-7             | details          |
| 10.              | 16 juli 1979      | ATP Bastad          | Gravel           | John Marks        | Heinz Günthardt Bob Hewitt           | 2-6, 2-6                  | details          |
| 11.              | 10 augustus 1980  | ATP Gstaad          | Gravel           | John Marks        | Colin Dowdeswell Ismail El Shafei    | 4-6, 4-6                  | details          |
| 12.              | 19 juli 1981      | ATP Stuttgart       | Gravel           | Mike Estep        | Peter McNamara Paul McNamee          | 6-2, 4-6, 6-7             | details          |
| 13.              | 21 september 1981 | ATP San Francisco   | Tapijt (i)       | Sherwood Stewart  | Peter Fleming John McEnroe           | 6-7, 4-6                  | details          |
| 14.              | 5 oktober 1981    | ATP Brisbane        | Gras             | Mike Estep        | Rod Frawley Chris Lewis              | 5-7, 6-4, 6-7(4)          | details          |
| 15.              | 22 maart 1982     | ATP Milaan          | Tapijt (i)       | Sherwoord Stewart | Heinz Günthardt Peter McNamara       | 6-7, 6-7                  | details          |
| 16.              | 5 april 1982      | ATP Monte Carlo     | Gravel           | Sherwoord Stewart | Peter McNamara Paul McNamee          | 7-6, 6-7, 3-6             | details          |
| 17.              | 12 april 1982     | ATP Indianapolis    | Gravel           | Peter McNamara    | Kevin Curren Steve Denton            | 5-7, 4-6                  | details          |
| 18.              | 14 juni 1982      | ATP Bristol         | Gras             | Kim Warwick       | Tim Gullikson Tom Gullikson          | 4-6, 6-7                  | details          |
| 19.              | 23 augustus 1982  | ATP Cincinnati      | Hardcourt        | Steve Denton      | Peter Fleming John McEnroe           | 2-6, 3-6                  | details          |
| 20.              | 20 september 1982 | ATP Sawgrass        | Hardcourt        | Kim Warwick       | Brian Gottfried Raúl Ramírez         | walk-over                 | details          |
| 21.              | 31 oktober 1982   | ATP Sydney (indoor) | Hardcourt (i)    | Steve Denton      | John McEnroe Peter Rennert           | 3-6, 6-7                  | details          |
| 22.              | 15 mei 1983       | ATP Hamburg         | Gravel           | Brian Gottfried   | Heinz Günthardt Balázs Taróczy       | 6-7, 6-4, 4-6             | details          |
| 23.              | 23 mei 1983       | Roland Garros       | Gravel           | Sherwoord Stewart | Anders Järryd Hans Simonsson         | 6-7, 4-6, 2-6             | details          |
| 24.              | 10 oktober 1983   | ATP Brisbane        | Gras             | Kim Warwick       | Pat Cash Paul McNamee                | 6-7, 6-7                  | details          |
| 25.              | 15 april 1984     | ATP Luxemburg       | Tapijt           | Sherwoord Stewart | Anders Järryd Tomáš Šmíd             | 3-6, 5-7                  | details          |
| 26.              | 14 oktober 1984   | ATP Sydney (indoor) | Hardcourt (i)    | Sherwoord Stewart | Anders Järryd Hans Simonsson         | 4-6, 4-6                  | details          |
| 27.              | 21 oktober 1984   | ATP Tokio           | Tapijt (i)       | Sherwoord Stewart | Tony Giammalva Sammy Giammalva       | 6-7, 4-6                  | details          |
| 28.              | 28 oktober 1984   | ATP Hongkong        | Hardcourt        | Paul McNamee      | Ken Flach Robert Seguso              | 7-6, 3-6, 5-7             | details          |
| 29.              | 1985              | ATP Dallas          | Hardcourt        | Sherwoord Stewart | Peter Fleming John McEnroe           | 3-6, 1-6                  | details          |
| 30.              | 14 juli 1985      | ATP Gstaad          | Gravel           | Brad Drewett      | Wojtek Fibak Tomáš Šmíd              | 7-6, 4-6, 4-6             | details          |
| 31.              | 20 oktober 1985   | ATP Sydney (indoor) | Hardcourt (i)    | Kim Warwick       | John Fitzgerald Anders Järryd        | 3-6, 2-6                  | details          |
| 32.              | 8 december 1985   | Australian Open     | Gras             | Kim Warwick       | Paul Annacone Christo van Rensburg   | 7-6, 4-6, 4-6             | details          |
| 33.              | 18 mei 1986       | ATP Rome            | Gravel           | Sherwoord Stewart | Guy Forget Yannick Noah              | 6-7, 2-6                  | details          |
| 34.              | 22 juni 1986      | ATP Bristol         | Gras             | Wally Masur       | Christo Steyn Danie Visser           | 7-6, 6-7, 10-12           | details          |